# Лентварис (станція)
Ле́нтварис (лит. Lentvario geležinkelio stotis) — залізнична станція Литовських залізниць на перетині ліній Вільнюс — Кайшядорис та Лентварис — Марцинконіс. Розташована в однойменному місті на півдні Литви. Вокзал станції Лентварис — є пам'яткою архітектури.

## Історія
Станція відкрита в складі дільниці Турмантас — Вільнюс — Марцинконіс Петербург-Варшавської залізниці (1852—1862).